# Конский каштан
Ко́нский кашта́н (лат. Aésculus) — род растений семейства Сапиндовые (Sapindaceae), многие виды которого повсеместно разводятся в парках. Встречается под устаревшим названием жёлудник, или не вошедшей в широкое употребление транскрипцией латинского родового именования эскулус. В быту конским каштаном называют растения вида Конский каштан обыкновенный.

## Название
Старое название рода Hippocastanum Mill., как и название семейства Hippocastanaceae A.Rich., nom. cons., к которому его ранее относили, собственно, и означает соответственно «конский каштан» и «конскокаштановые». Конским же он был назван с целью отличить его несъедобные плоды от очень похожих на них внешне плодов настоящего (съедобного) каштана Castanea Tourn. Другой вариант гласит, что зрелые плоды этого каштана по цвету и блеску якобы напоминают шкуру гнедой лошади.
Современное название рода — Aesculus — в Древнем Риме использовалось для обозначения одного из видов дуба, а именно Quercus esculus L. = Quercus robur Willd.
Русским названием «каштан» называют ряд других растений, которые весьма далеки от конского каштана с биологической точки зрения.
- собственно Каштан (Castanea) — из семейства Буковые (Fagaceae)
- Австралийский каштан, или Каштаноспермум (Castanospermum) — из семейства Бобовые (Fabaceae).

## Ботаническое описание

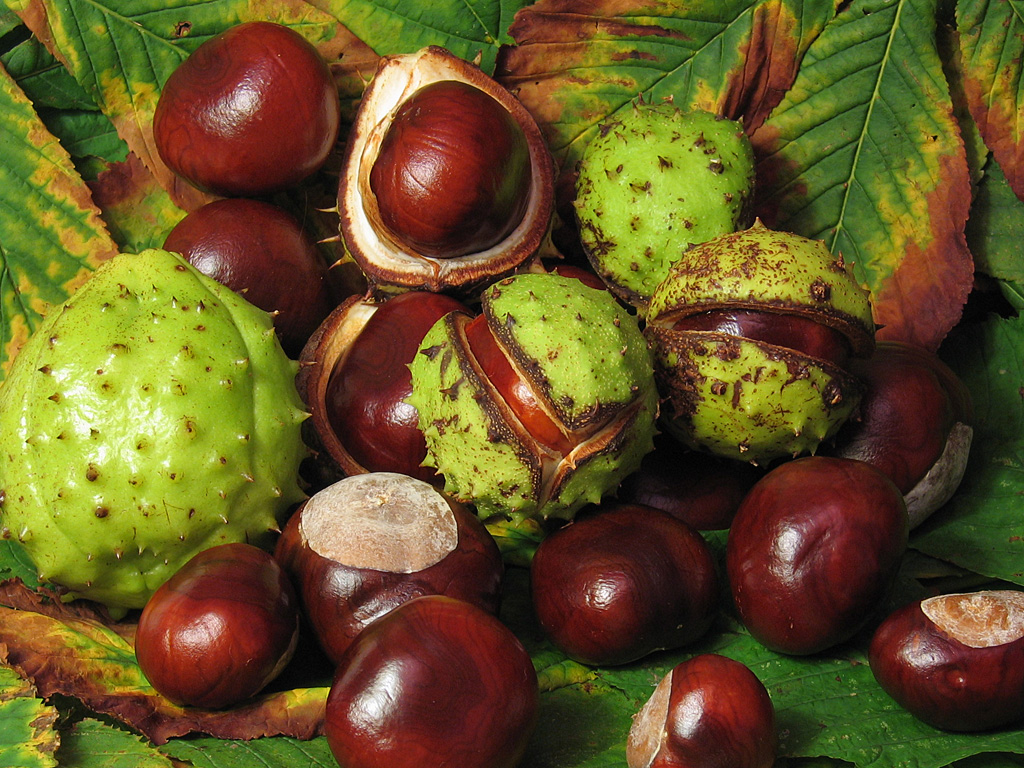
Плоды (коробочки) и семена конского каштана (Hippocastani semen)

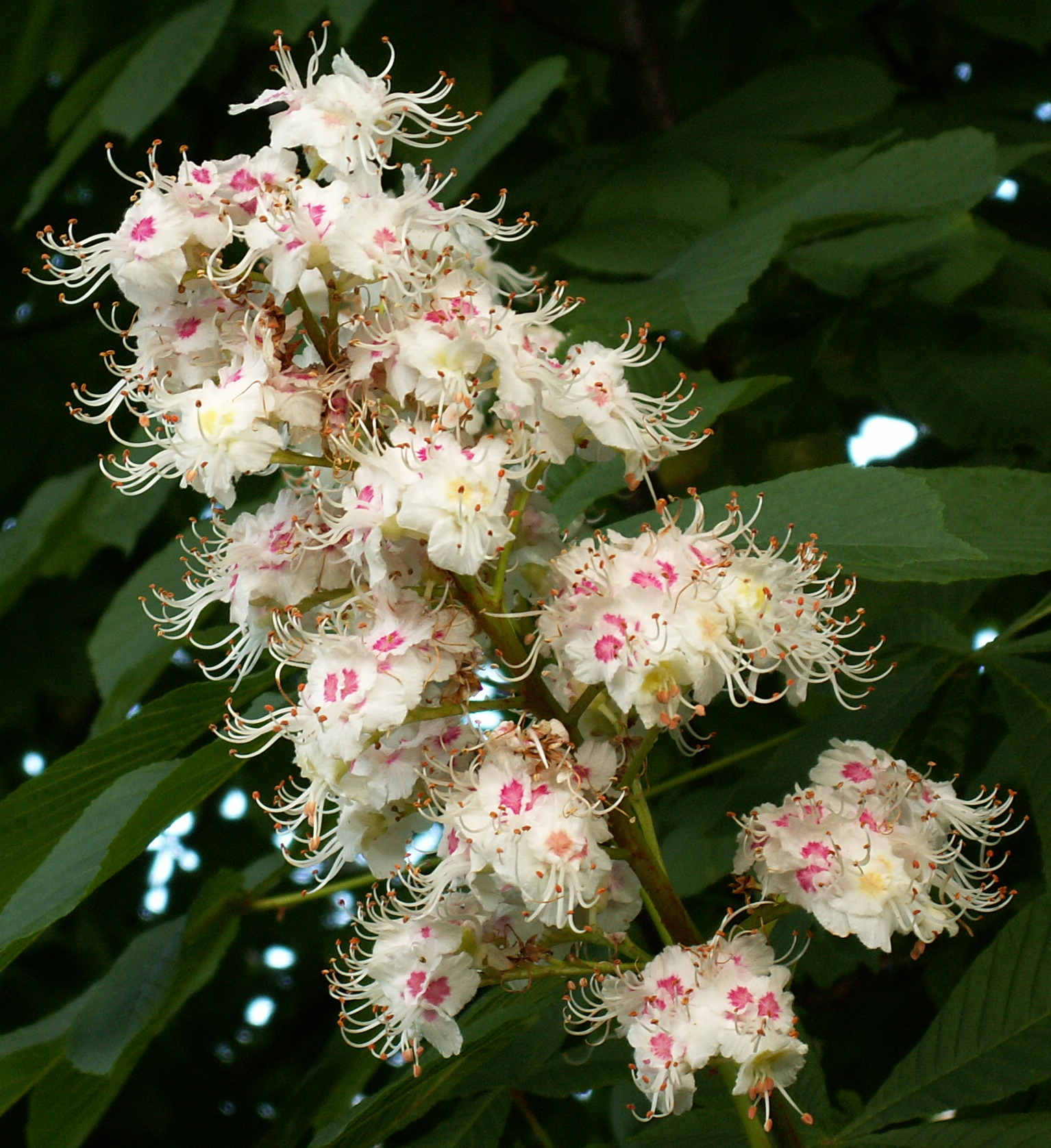
Соцветие

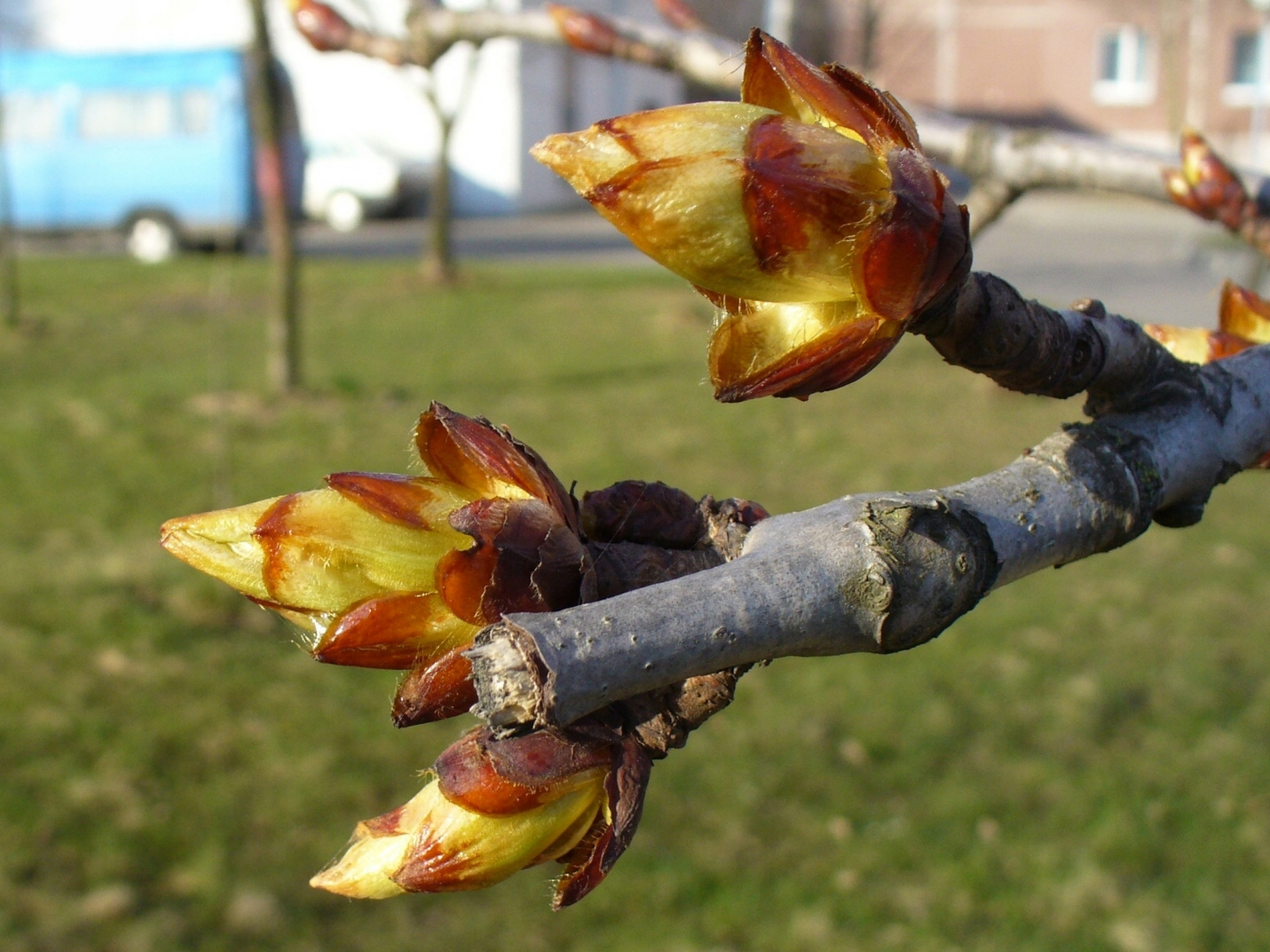
Почки конского каштана

Листопадное дерево, достигающее 25 м высоты, или кустарник высотой 1,5—5 м.
Листья крупные, сложные пяти—семипальчатые, супротивные, с длинными черешками, без прилистников. Образуют плотную крону.
Цветки колокольчатые, диаметром до двух сантиметров, обоеполые, неправильные, с косой плоскостью симметрии, проходящей через четвёртый чашелистик. Соцветия большие, в виде пирамидальных прямостоячих кистей. Цветочный покров двойной; зелёная чашечка состоит из пяти сросшихся у основания чашелистиков; беловатый с розовым основанием венчик состоит из пяти свободных лепестков, из которых один, находящийся между третьим и четвёртым чашелистиками, очень маленький, а иногда его и совсем не бывает; тычинок семь, нити у них длинные и согнутые; пестик один, состоящий из трёх плодолистиков; завязь верхняя трехгнёздая, в каждом гнезде по две семяпочки, из которых одна направлена вверх, а другая вниз; столбик длинный. Цветёт в мае—июне. Нектар цветков каштана содержит 65—75 % сахарозы. Форма конского каштана с махровыми цветками нектара не даёт.
Плоды — трёхстворчатая шиповатая коробочка, каждая содержат одно (реже — два или три) ореховидных семени (часто в обиходной речи называемые конскими каштанами или просто каштанами); зародыш согнутый, белка нет.

## Распространение и экология
В естественных условиях представители рода встречаются в Южной Европе, на севере Индии, в Восточной Азии и в Северной Америке. Успешнее всего произрастает в умеренном климате на свежей, рыхлой, плодородной и глубокой почве. Наибольшее видовое разнообразие конского каштана — в Северной Америке.
В доледниковый период в Центральной Европе были распространены рощи конского каштана обыкновенного.
В культуре широко представлены (Европа, Северная Америка, Китай, Япония) около 15 видов, в России — 13 видов.
Конский каштан в 1557 году появился в Константинополе, а в 1588 году был ввезён в Вену. Распространён в парках и садах по всей Европе.
В России в посадках доходит до Москвы и Санкт-Петербурга, где, однако, не достигает больших размеров; растёт на юге Сибири, в частности, в парках Красноярска.
Конские каштаны влаголюбивы и предпочитают суглинистые почвы, содержащие известь. Хорошо переносят городские условия, но в промышленных районах страдают от дыма и газов, а также во многих районах — от каштановой минирующей моли. Растут медленно, особенно первые десять лет, более интенсивно — в возрасте десяти — двадцати пяти лет. Плодоносить начинают через пятнадцать — двадцать пять лет. Все виды являются хорошими медоносами и очень декоративны в течение всего периода вегетации.

## Размножение
Размножается семенами, почти ежегодно получаемыми в изобилии, и даёт корневые отпрыски и пнёвую поросль, но может быть также разводим черенками и отводками.

## Значение и применение
Цветки, плоды и кора стволов и ветвей конского каштана токсичны вследствие содержания дубильных веществ, гликозида эскулина (англ. Aesculin) и сапонина эсцина (англ. Aescin), но представляют собой ценное сырьё для фармацевтики. Эскулин уменьшает проницаемость капилляров, повышает антитромбическую активность сыворотки крови, увеличивает выработку антитромбина, усиливает кровенаполнение вен; прежде употреблялся иногда вместо хинной корки. Эсцин понижает вязкость крови. Поэтому препараты каштана применяются для лечения сосудистых заболеваний.
Из истолчённых семян приготавливают особый нюхательный порошок (нем. Schneeberger Schnupftabak).
В народной медицине применяют цветки, кору ветвей и кожуру семян (но не колючую коробочку, в которой хранятся семена). Сок, выжатый из свежих цветков, применяют внутрь при расширении вен на ногах и при геморрое. Отвар коры ветвей применяют для ванн при геморрое. Спиртовую настойку сухих цветков каштана конского употребляют наружно при ревматических и артрических болях.
Известны случаи тяжёлых отравлений детей и домашних животных, съевших плоды конского каштана.
Конский каштан в тёплом климате разводят в парках ради великолепной листвы и превосходных цветков, собранных канделябрами.
Растение ценится как ранний медонос. Каштановый мёд жидкий, прозрачный и обычно бесцветный; легко и быстро кристаллизуется, иногда горчит. Один цветок при благоприятных условиях выделяет до 1,7 мг нектара, который содержит 65—75 % сахарозы.
Древесина конского каштана относится к рассеянно-сосудистым спелодревесным породам и не имеет ярко выраженного ядра. У европейских и североамериканских видов слабоокрашенная древесина: спелая древесина, расположенная в центре ствола, имеет бледно-жёлтую или кремово-белую окраску, которая постепенно переходит в серовато-белую заболонь. Многочисленные мелкие сосуды в основном равномерно распределены в годичных слоях или собраны в небольшие регулярные группы. Годичные слои узкие и слабозаметные на всех разрезах. Сердцевинные лучи на поперечном и радиальном разрезах можно различить только вооружённым глазом. Однако на тангенциальном разрезе заметны тонкие волнистые чёрточки, образованные сердцевинными лучами. Расположение волокон у древесины конского каштана часто бывает волнистым. Текстура невыразительная и однородная. Свежесрубленная древесина отличается неприятным запахом, который исчезает после сушки. Конский каштан чаще всех других деревьев поражается морозобоинами. Древесина конского каштана коммерческого значения не имеет из-за мягкости и малой биологической стойкости (по биостойкости она является одной из самых низких и сравнима с древесиной липы), к тому же без соответствующей защиты на воздухе она быстро становится грязно-серой, тем не менее, она может применяться для изготовления мебели и дверных полотен, поскольку хорошо принимает и держит крепления (гвозди, шурупы и так далее), отлично склеивается, протравливается и окрашивается. Она хорошо обрабатывается резанием, шлифуется и полируется, обеспечивая отличное качество поверхности, и её зачастую используют для токарных и резных поделок, для мелких предметов домашней утвари, лёгкой ящичной тары (в частности, для хранения табака и сигар). В прошлом её использовали в производстве музыкальных инструментов (пианино и тому подобных), деревянной обуви (например, в Германии) и ортопедических протезов.
Опилки и древесная пыль, появляющиеся при обработке конского каштана, способны вызвать дерматит и аллергические реакции.
Конский каштан ранее применялся как сырьё для древесного угля в производстве пороха.
В старину переплётчики использовали высушенные плоды конского каштана, перемолотые в муку и смешанные с квасцами, для приготовления специального переплётного клея. Книги, переплетённые с использованием такого клея, хранились дольше других.
Порошок из плодов в стоячей воде вызывал отравление рыбы, чем пользовались рыболовы-браконьеры.
- За сутки или двое перед дождём на листьях конского каштана видны «слёзы» (липкие капельки сока) (народная примета[10]).

## Классификация

### Таксономическое положение
- Aesculus L., 1753, Sp. Pl. : 344

Род Конский каштан относится к подсемейству Конскокаштановые (Hippocastanoideae) семейства Сапиндовые (Sapindaceae) порядка Сапиндоцветные (Sapindales). Таксономическая схема в соответствии с Системой APG IV по состоянию на декабрь 2023 года:
|  |                          |  |                |                      |                               |  | еще 3 подсемейства |            |                    |                                                             |
|  |                          |  |                |                      |                               |  |                    |            |                    | 19 подтвержденных видов и 20 видов, ожидающих подтверждения |
|  |                          |  |                | семейство Сапиндовые |                               |  |                    |            | род Конский каштан |                                                             |
|  |                          |  |                | семейство Сапиндовые |                               |  |                    |            | род Конский каштан |                                                             |
|  | клада Цветковые растения |  |                |                      | подсемейство Конскокаштановые |  |                    |            |                    |                                                             |
|  | клада Цветковые растения |  |                |                      |                               |  |                    |            |                    |                                                             |
|  |                          |  | ещё 8 семейств | ещё 8 семейств       |                               |  |                    | еще 4 рода | еще 4 рода         |                                                             |
|  |                          |  |                | ещё 8 семейств       |                               |  |                    |            | еще 4 рода         |                                                             |

### Виды
- Aesculus assamica Griff. — Конский каштан ассамский
- Aesculus × bushii C.K.Schneid.
- Aesculus californica (Spach) Nutt. — Конский каштан калифорнийский. Дерево с запада США до 10 м высотой с прямостоячим стволом; листья с пятью овальными или ланцетными прилистниками; цветки ароматные, белые или розовые, соцветия до 20 см в диаметре; плоды овальные.
  - [= Calothyrsus californica Spach] basionym
- Aesculus chinensis Bunge — Конский каштан китайский
- Aesculus flava Sol. — Конский каштан жёлтый. Распространён в восточных штатах США от Пенсильвании до Джорджии и Алабамы. Дерево высотой до 20—30 метров, с густой широкопирамидальной кроной; лист состоит из пяти клиновидно заострённых, тонкозубчатых листочков длиной 10—15 см; снизу листочки желтовато-зелёные; цветки жёлтые; плоды округлые. Цветёт на 2—3 недели позже конского каштана обыкновенного. Считается самым холодостойким из конских каштанов.
- Aesculus glabra Willd. — Конский каштан голый, или Конский каштан гладкий. Дерево до 10 метров высотой из восточных штатов США. Очень декоративен сквозистой кроной, изящной листвой и бугорчатыми плодами с мягкими шипами.
- Aesculus hippocastanum L. typus[1] — Конский каштан обыкновенный
- Aesculus × hybrida DC.
  - [= Aesculus flava × Aesculus pavia]
- Aesculus indica (Wall. ex Cambess.) Hook. — Конский каштан индийский. Происходит из Северной Индии; дерево до 20 высотой с прямым стройным стволом; листья с клиновидными прилистниками; цветки белые с жёлтыми и красными пятнами; плоды колючие и мясистые.
  - [= Pavia indica Wall. ex Cambess.] basionym
- Aesculus × marylandica Booth ex Dippel
- Aesculus × mutabilis (Spach) Scheele
- Aesculus neglecta Lindl. — Конский каштан незамеченный
- Aesculus parryi A.Gray
- Aesculus parviflora Walter — Конский каштан мелкоцветковый. Распространён в юго-восточных штатах США от Южной Каролины до Флориды. Кустарник высотой до 5 метров, образующий густоветвистые заросли; лист из 5—7 почти сидячих, снизу сероватых и пушистых листочков; цветки белые, тычинки (обычно их 7) длинные розовато-белые; плоды обратнояйцевидной формы.
- Aesculus pavia L. — Конский каштан красный, или Конский каштан павия. Ареал — восток США (от Виргинии до Флориды). Дерево до 12 метров или кустарник до 6 метров высотой; лист из пяти короткочерешковых листочков, голых или снизу слегка пушистых; цветки ярко-красные; плоды — голые (без щетинок).
- Aesculus sylvatica W.Bartram — Конский каштан лесной
- Aesculus tsiangii Hu & W.P.Fang
- Aesculus turbinata Blume — Конский каштан японский. Дерево до 30 м высотой с прямым тонким стволом, ветви широко раскидистые, прилистники до 16 см длиной, цветки желтовато-белые, плоды грушевидной формы.
- Aesculus wangii Hu

| |  |  |  |  |  |
| Слева направо — соцветия конских каштанов: жёлтого, калифорнийского, красного, мелкоцветкового, гладкого, мясо-красного |  |  |  |  |  |